# Mury obronne miasta Nowego Sącza

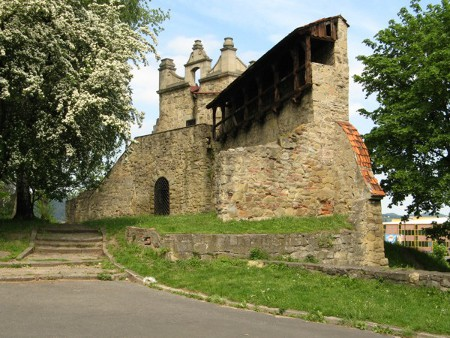
Baszta Kowalska z resztkami murów obronnych

Mury obronne w Nowym Sączu – ciąg murów miejskich wraz z budowlami o charakterze obronnym (m.in. bramami i basztami), otaczający niegdyś Nowy Sącz, a którego niewielkie fragmenty zachowane zostały do dziś.

## Historia
Wacław II był twórcą pierwszych umocnień miasta. Obwarowania te rozbudował Kazimierz Wielki, łącząc w jeden system umocnień ze wzniesionym przez siebie zamkiem. Wysokość murów była różna i zależała od ukształtowania terenu i konsekwencji obronności danego miejsca. Sięgały 8 metrów wysokości i niemal 2 metrów grubości, ich dawny obwód szacuje się dziś na 1700 metrów.
W XVI w. miasto wkraczało otoczone już podwójnym murem, ubezpieczonym wałem ziemnym w mniej obronnych miejscach i wzmocnionym basztami. W przyziemiu baszt mieściły się składy broni, zachowane nazwy baszt wskazują, który z cechów powinien bronić konkretnej baszty. Najważniejsze znaczenie miały Baszta Kowalska w pobliżu zamku, Baszta Szewska przy Bramie Krakowskiej, piwowarska i sukiennicza przy klasztorze franciszkanów i Garncarska przy Bramie Młyńskiej. Mury posiadały cztery bramy – Węgierską (południową), Krakowską (północną), Młyńską (wschodnią) i Grodzką wiodącą ku zamkowi.
Z końcem XVIII w. mury podzieliły los wielu innych budowli nowosądeckich i popadły w ruinę. W 1793 r. władze podjęły decyzję o rozbiórce. Materiał z rozbieranych umocnień trafił w ręce prywatne i był wykorzystywany przez mieszkańców do budowy domów. W 1804 r. baszty i mury niemal przestały istnieć. Niechcianymi resztkami zasypano istniejącą przed murami fosę. 

## Czasy współczesne
Dziś pozostały tylko niewielkie fragmenty niegdyś potężnych, lecz zarazem krępujących miasto murów. Przy zamku dziś mamy więc fragment z basztą Kowalską, obok bazyliki św. Małgorzaty mur o długości ok. 20 metrów, włączony w ogrodzenie kościoła, ułomek muru w ogrodzie klasztoru jezuitów, wreszcie część wału ziemnego na placu targowym w pobliżu ul. Matejki. Istnieją jeszcze przebudowane resztki przy ul. Zakościelnej i św. Ducha. 